# Али бен Абуль-Касым
Али бен Абуль-Касым (тур. Ali b. Ebü’l-Kāsım; ум. 1123/24) — правитель бейлика Салтукогуллары с 1102/03 по 1123/24 год, сын его основателя, Абуль-Касыма Салтука I. Али мог принимать участие в Дидгорской битве в армии Иль-Гази и в войнах с крестоносцами. Династия известна как Салтукогуллары (Бени Салтук) со времен правления Али.

## Биография
Отцом Али был Абуль-Касым Салтук, один из военачальников сельджукского султана Алп-Арслана. Салтук участвовал в битвах с византийцами. После победы в битве при Манцикерте в 1071 году Алп-Арслан послал его захватить окрестности Эрзурума и назначил правителем захваченного региона. Так Салтук стал основателем первого из огузских бейликов в Анатолии, названного позже Салтукогуллары. После смерти Абуль-Касыма ему наследовал Али. Ибн аль-Асир сообщал, что он был главой бейлика в 1102/03 году.
С момента основания бейлика Абуль-Касым был вассалом сельджукских султанов Алп-Арслана и его сына Мелик-шаха. После смерти последнего началась борьба между его сыновьями за трон. 19 марта 1103 года в битве у Хоя сын Мелик-шаха Мухаммед Тапар проиграл своему брату Баркияруку, правителю Гянджи. После своего поражения Мухаммед Тапар укрылся в Эрджише, а затем в Ахлате у Сукмана аль-Кутби. Там же находились сын Ягисияна Данышмендида Мухаммед и Кызыл-Арслан. Эмир Али присоединился к Мухаммеду Тапару в Ахлате. Отсюда они двинулись на Ани. В 1104 году Баркиярук и Мухаммед Тапар подписали мирное соглашение, по которому разделили империю. Западные земли (включая Эрзерум) остались у Мухаммеда Тапара, Али остался его подданным. Когда в феврале 1105 года Мухаммед Тапар двинулся на Майяфарикин, намереваясь захватить государство Сельджуков, Али был среди эмиров, сопровождавших его. Так же там были Иналоглу Ибрагим из Диярбакыра, владетель Хисн-Кейфы и Мардина Артукид Сукман, Эрзенский и Битлисский бей Тоган Арслан Дилмачоглу, сын Чубука из Харпута Мехмед.
В 1115 царь Грузии Давид IV Строитель (1089—1125) напал на территории Салтуколуллары и дошёл до Пансилера, уничтожая мусульман. Нападения грузин на захваченные сельджуками территории продолжались и далее, и Мухаммед Тапар послал против них армию во главе с Иль-Гази. По мнению турецкого историка Ф. Сюмера, нет точных данных о присутствии Али в сельджукской армии во время Дидгорской битвы, но оно весьма вероятно, а по словам историка Г. Лейзера, это несомненно. Турецкий историк О. Туран отмечал, что Ибн аль-Азрак упомянул об участии Али в этой кампании. Видимо, в 1121 году бей Эрзена Тоган-Арслан прибыл в Эрзурум к эмиру Али, и они вместе присоединились к Иль-Гази. Царь Давид разбил коалицию мусульманских беев и захватил Тбилиси.
Тем временем Шеддадид Абу-л-Асвар Шавур II понял, что не может защитить Ани от грузин, и продал город эмиру Али за 60000 динаров. Но жители города, христиане, заранее послали известие Давиду и передали ему город. Так Ани, захваченный султаном Алп-Арсланом в 1064 году, попал в руки христиан в 1123 или 1124 году.
Эмир Али успешно сражался против крестоносцев. О. Туран писал: «Похоже, что эмир Али был видной фигурой в войнах против крестоносцев». Он упоминался в христианских источниках: Мхитар Айриванеци назвал его «тираном Эрзурума Али», а Ордерик Виталий — соседом бея Харпута (Балак) и «королём Мидии Али».
Династия известна как Салтукогуллары (Бени Салтук) со времен правления Али (с 1122 года).